# Zhu Jun
Pour les articles homonymes, voir Zhu.
Dans ce nom chinois, le nom de famille, Zhu, précède le nom personnel.
Zhu Jun (chinois : 朱俊 ; pinyin : Zhū Jùn ; né le 2 juillet 1984 à Gaoyou, dans le Jiangsu) est un escrimeur chinois pratiquant le fleuret.

## Biographie
Zhu Jun connait son plus grand résultat lors des championnats du monde d'escrime 2009 à Antalya en Turquie.
Il a, par ailleurs, terminé à la quatrième place des Jeux olympiques d'été de 2008 disputés dans son pays à Pékin. L'Italien Salvatore Sanzo l’a battu lors de la finale pour la troisième place.

## Palmarès

### Sénior
- Championnats du monde d'escrime
  -  Médaille d'or par équipes aux championnats du monde 2010 à Paris[4]
  -  Médaille d'or par équipes aux championnats du monde 2011 à Catane[5]
  -  Médaille d'argent en individuel aux championnats du monde 2009 à Antalya[1]

- Épreuves de coupe du monde
  -  Médaille d'or au SK Trophee Seoul à Jeju sur la saison 2007-2008[6]
  -  Médaille de bronze au Lion de Bonn sur la saison 2007-2008

### Junior
- Championnats du monde juniors
  -  Médaille d'or en individuel aux championnats du monde juniors 2004 à  Plovdiv